# Ріка Пістинька з прибережною смугою (Коломийський район)
Ріка Пі́стинька з прибережною смугою — гідрологічний заказник місцевого значення в Україні. Розташований у межах Коломийського району Івано-Франківської області. Простягається від південної околиці села Спас до гирла (на схід від села Нижній Вербіж). 
Площа 275 га. Статус надано згідно з розпорядженням облдержадміністрації від 15.07.1996 року № 451. Перебуває у віданні Коломийської райдержадміністрації. 
Статус надано з метою збереження природних комплексів та підтримки екологічної рівноваги річки Пістиньки в її нижній течії. 